# Scarlett Alice Johnson
Scarlett Alice Johnson (Londres, Inglaterra; 7 de abril de 1985) es una actriz inglesa, más conocida por haber interpretado a Vicki Fowler en EastEnders.

## Biografía
Estudió en el Highgate Wood School and Performing Arts College. 

## Carrera
En 2003 se unió al elenco principal de la exitosa y popular serie británica EastEnders donde interpretó a la joven Victoria Louise "Vicki" Fowler, la hija de Michelle Fowler y Den Watts; hasta el 25 de diciembre de 2004 después de que su personaje decidiera mudarse a los Estados Unidos con su madre. Anteriormente Vicky fue interpretada por Samantha Leigh Martin de 1988 a 1995 y por Emma Herry de 1986 a 1988.
En 2008 apareció en la película Adulthood la secuela de la película Kidulthood estrenada en 2006.
En 2010 apareció como invitada en la serie Pete Versus Life donde interpretó a Trish, la novia de Ollie (Reece Ritchie). Ese mismo año en abril se anunció que Scarlett había sido elegida para aparecer en el piloto de la nueva serie Damn Thorpes junto a Sean Faris, sin embargo esta serie no fue elegida. 
En 2012 apareció en la serie Beaver Falls donde interpretó a PJ. Ese mismo año se unió al elenco del sitcom Pramface donde interpreta a Laura Derbyshire, una joven adolescente embarazada.

## Filmografía
Serie de televisión
| Año             | Título           | Papel            | Notas                         |
| --------------- | ---------------- | ---------------- | ----------------------------- |
| 2012 - presente | Pramface         | Laura Derbyshire | 6 episodios                   |
| 2012            | Beaver Falls     | PJ               | 6 episodios                   |
| 2010            | Pete Versus Life | Trish            | episodio "Ollie's Girlfriend" |
| 2003 - 2004     | EastEnders       | Vicky Fowler     | 202 episodios                 |
| -               | Freaks           | Debbie           | tv serie                      |
| -               | The Damn Thorpes | Lucy December    | tv serie                      |

Películas
| Año  | Título         | Papel | Notas                                                                                  |
| ---- | -------------- | ----- | -------------------------------------------------------------------------------------- |
| 2011 | Panic Button   | Jo    | junto a Jack Gordon, Michael Jibson & Elen Rhys                                        |
| 2010 | Pimp           | Lizzy | junto a Robert Cavanah, Danny Dyer, Billy Boyd & Gemma Chan                            |
| 2010 | The Reeds      | Helen | junto a Anna Brewster, Geoff Bell, Daniel Caltagirone, Emma Catherwood & O.T. Fagbenle |
| 2010 | Winter Sun     | Joven | corto - junto a David Ajala & Kris Evans                                               |
| 2008 | Adulthood      | Lexi  | junto a Noel Clarke, Adam Deacon & Jacob Anderson                                      |
| -    | Confabulation  | -     | corto                                                                                  |
| -    | Heart of a Dog | -     | corto                                                                                  |

Teatro
| Año  | Obra                   | Personaje             | Director            | Teatro              |
| ---- | ---------------------- | --------------------- | ------------------- | ------------------- |
| 2010 | Slaves                 | Jessica/Melissa       | Nadia Latif         | Theatre 503         |
| 2009 | Aunt Dan and Lemon     | Mindy                 | Dominic Cooke       | Royal Court Theatre |
| -    | Epic                   | Jennifer              | Paul Robinson       | Theatre 503         |
| 2005 | Daisy Miller           | Daisy Miller          | Christopher Morahan | -                   |
| 2005 | Cinderella (pantomima) | Cenicienta            | -                   | -                   |
| 2005 | Romeo & Juliet         | Julieta               | Peter Dayson        | Stafford Castle     |
| 1995 | Under Milk Wood        | Mrs. Ogmore Pritchard | Roger Michell       | National Theatre    |
| -    | Dagenham Art Brut      | Liz                   | Faith Collingwood   | -                   |
| -    | La Boheme              | Joven                 | Raymond Gubbay      | Royal Albert Hall   |
| -    | Guys and Dolls         | -                     | -                   | -                   |